# Nadezhda Grishaeva
Nadezhda Grishaeva, en russe : Надежда Гришаева, née le 2 juillet 1989 à Leningrad, dans la République socialiste fédérative soviétique de Russie, est une joueuse russe de basket-ball. Elle évolue aux postes d'ailier fort et de pivot.

## Biographie
Pendant l'été 2012, elle rejoint le ŽBK Dynamo Moscou qui doit disputer l'Eurocoupe.
Avec Moscou, elle remporte l'Eurocoupe 2014 face au Dynamo Koursk par 158 points à 150 (matches aller-retour). Ses statistiques avec Moscou sont de 10,8 points en championnat et de 9,4 points et 6,5 rebonds en Eurocoupe. Pour 2014-2015, elle rejoint Koursk.
Après une saison blanche en raison d'une rupture des ligaments du genou, elle signe en juin 2015 pour le club turc de Beşiktaş.

## Palmarès
- Vainqueur de la Coupe de France en 2012
- Vainqueur de l'Eurocoupe 2014